# Metaphor: ReFantazio
Metaphor: ReFantazio — це рольова гра 2024 року, розроблена Studio Zero та видана Atlus в Японії та Sega у всьому світі. Metaphor: ReFantazio вперше було анонсовано під кодовою назвою Project Re: Fantasy у грудні 2016 року, без додаткової інформації до 2023 року, і було випущено для PlayStation 4, PlayStation 5, Windows і Xbox Series X/S 11 жовтня 2024 року.
Дія гри розгортається у середньовічному фентезійному царстві, яке є «відображенням» сучасного реального світу, після вбивства його колишнього короля. Пару років тому внаслідок замаху на принца на нього наклали прокляття та він упав у довгий сон. Головний герой Вілл — хлопчик-сирота з чарівного племені ельдів та друг дитинства принца цих земель. Він бере участь у Королівському турнірі, який проводиться для визначення наступника трону, мандруючи через Євхронію, щоб заручитися підтримкою її народу, паралельно шукаючи шлях збавитись прокляття.
У день випуску Metaphor: ReFantazio була продана мільйоном копій на всіх платформах і отримала широке визнання.

## Геймплей
Включає в себе кілька ігрових систем, які раніше використовувалися в інших рольових іграх Atlus, із гібридною системою, яка поєднує в собі традиційну покрокову бойову механіку під час зіткнень і битв із босами з бойовими діями в реальному часі на полі бою. У грі також є кілька елементів соціального симулятора, які помітно використовувалися в серії Persona, включаючи чутливі до часу дії, структуровані за повсякденним календарем, і систему «Послідовників», у якій гравець налагоджує зв'язки з місцевими жителями регіонів Євхронії для того, щоб збільшити прихильність громадськості до Вілла перед виборами, які визначать наступного короля.

## Синопсис

### Сеттинг та персонажі
Дія Metaphor: ReFantazio відбувається у Сполученому Королівстві Євхронія, середньовічному фентезійному царстві, яке складається з різних рас, які називаються племенами, зокрема: рогаті клемари, довговухі руссенти, сірошкірі та біловолосі роаги, крилаті ішкіа, яскравоокі і люмінесцентноволосі нідії, звірині парипаси, кажаноподібні евгієфи, триокі мустарі та людиноподібні ельди. Незважаючи на спроби об'єднати племена як рівних, дискримінація процвітає, причому деякі племена, такі як парипаси і ельди, страждають найбільше. Головний герой, якого за замовчуванням звуть Вілл, — хлопчик із племені ельдів, який зазнав остракізму з боку суспільства та змушений терпіти дискримінацію та упередження через те, що він «заплямований» успадкуванням забороненої магії. Разом зі своєю супутницею-феєю Галлікою, яка допомагає йому своїми знаннями та здатністю відчувати форму магії під назвою Магла, він вирушає на пошуки, щоб зняти прокляття, накладене на його друга дитинства, принца Євхронії; принц був атакований та проклятий у молодості, і відтоді він перебуває в комі, і всі, крім невеликого Опору, вважають його вбитим. Країну також тероризують таємничі, потужні та химерні чудовиська, яких називають «людьми». Хоча країна не є теократією, але державна церква Євхронії — церква санктизму, яку очолює Санктіфекс Форден.

## Музика
Музику написав Шьоджі Меґуро, який також написав музику для франшизи «Персона». Музика до гри була написана на есперанто й наспівана буддистським ченцем.

## Сприйняття

### Оцінки критиків
| Агрегатор  | Оцінка                                 |
| ---------- | -------------------------------------- |
| Metacritic | (PC) 92/100 (PS5) 94/100 (XSXS) 92/100 |
| OpenCritic | 99%                                    |

| Видання               | Оцінка |
| --------------------- | ------ |
| Digital Trends        | 4/5    |
| Eurogamer             | 5/5    |
| Famitsu               | 37/40  |
| GameSpot              | 10/10  |
| GamesRadar+           | 4.5/5  |
| IGN                   | 9/10   |
| Jeuxvideo.com         | 18/20  |
| PCGamesN              | 9/10   |
| Shacknews             | 10/10  |
| Video Games Chronicle | 5/5    |

Metaphor: ReFantazio отримала «загальне визнання» від критиків, згідно з веб-сайтом -агрегатором оглядів Metacritic, тоді як 99 % критиків рекомендували гру, згідно з OpenCritic. The Verge високо оцінив розкриття грою тем расизму та дискримінації, виявивши, що в ній ці теми розглядаються з «освіжаючим нюансом». Washington Post назвав її «найрозумнішою, найзахопливішою відеогрою року», високо оцінив її політичну актуальність і дав їй 4/4 зірки.

### Продажі
Metaphor ReFantazio була продана одним мільйоном одиниць того самого дня, коли була випущена, ставши грою, що найшвидше продалась, розробленою Atlus.

## Виноски
1. ↑  Японська: メタファー：リファンタジオ Хепберна: Metafā: Rifantajio?
2. ↑  Based on 28 reviews
3. ↑  Based on 47 reviews
4. ↑  Based on 36 reviews
5. ↑  Based on 58 reviews